# 东屯水库
东屯水库是中国云南省曲靖市宣威市境内的一座水库，位于盘龙河上，建于1958年。水库正常库容为1200万立方米，集雨面积为56平方千米，海拔为2004.18米。